# 1761

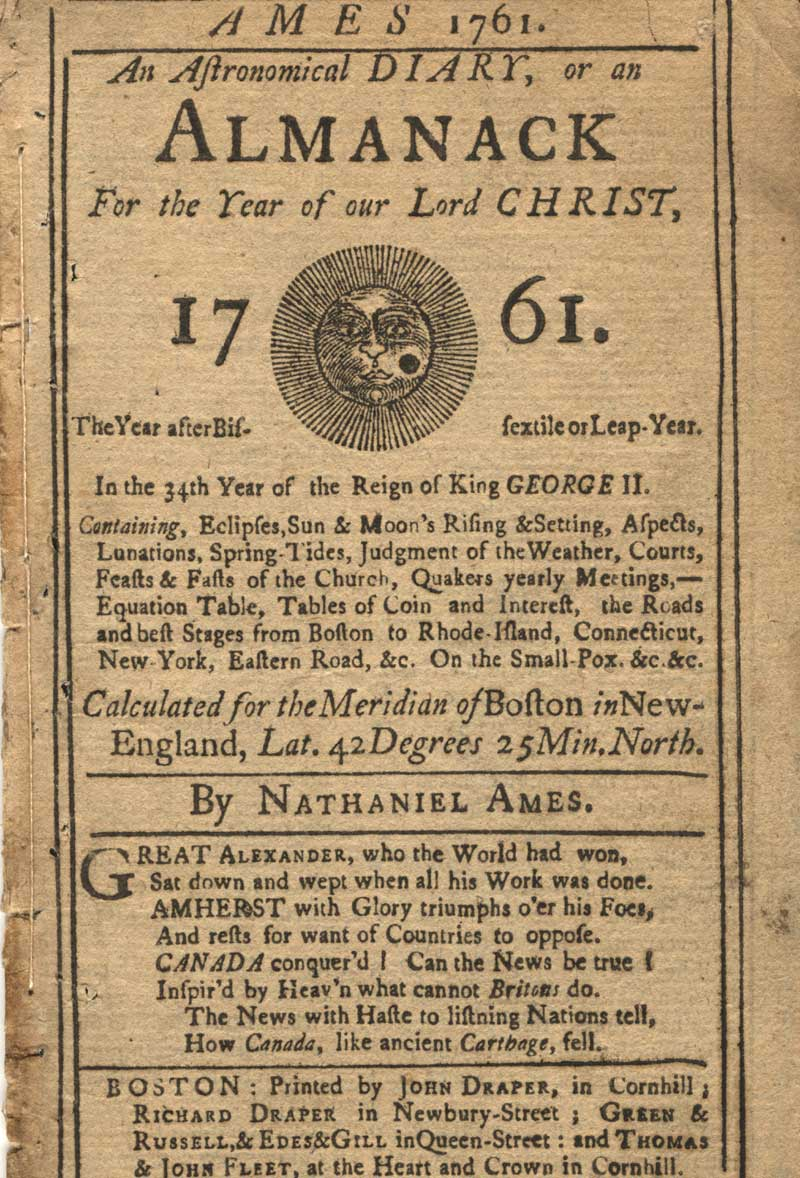
Titelseite des astronomischen Ames Almanack von 1761

Portal Geschichte | Portal Biografien | Aktuelle Ereignisse | Jahreskalender | Tagesartikel

◄ |
17. Jahrhundert |
18. Jahrhundert
| 19. Jahrhundert | ►

◄ |
1730er |
1740er |
1750er |
1760er
| 1770er | 1780er | 1790er | ►

◄◄ |
◄ |
1757 |
1758 |
1759 |
1760 |
1761
| 1762 | 1763 | 1764 | 1765 | ► | ►►
Staatsoberhäupter  · Nekrolog · Kunstjahr · Literaturjahr · Musikjahr
| Januar | Januar | Januar | Januar | Januar | Januar | Januar | Januar |
| Kw     | Mo     | Di     | Mi     | Do     | Fr     | Sa     | So     |
| ------ | ------ | ------ | ------ | ------ | ------ | ------ | ------ |
| 1      |        |        |        | 1      | 2      | 3      | 4      |
| 2      | 5      | 6      | 7      | 8      | 9      | 10     | 11     |
| 3      | 12     | 13     | 14     | 15     | 16     | 17     | 18     |
| 4      | 19     | 20     | 21     | 22     | 23     | 24     | 25     |
| 5      | 26     | 27     | 28     | 29     | 30     | 31     |        |

| Februar | Februar | Februar | Februar | Februar | Februar | Februar | Februar |
| Kw      | Mo      | Di      | Mi      | Do      | Fr      | Sa      | So      |
| ------- | ------- | ------- | ------- | ------- | ------- | ------- | ------- |
| 5       |         |         |         |         |         |         | 1       |
| 6       | 2       | 3       | 4       | 5       | 6       | 7       | 8       |
| 7       | 9       | 10      | 11      | 12      | 13      | 14      | 15      |
| 8       | 16      | 17      | 18      | 19      | 20      | 21      | 22      |
| 9       | 23      | 24      | 25      | 26      | 27      | 28      |         |

| März | März | März | März | März | März | März | März |
| Kw   | Mo   | Di   | Mi   | Do   | Fr   | Sa   | So   |
| ---- | ---- | ---- | ---- | ---- | ---- | ---- | ---- |
| 9    |      |      |      |      |      |      | 1    |
| 10   | 2    | 3    | 4    | 5    | 6    | 7    | 8    |
| 11   | 9    | 10   | 11   | 12   | 13   | 14   | 15   |
| 12   | 16   | 17   | 18   | 19   | 20   | 21   | 22   |
| 13   | 23   | 24   | 25   | 26   | 27   | 28   | 29   |
| 14   | 30   | 31   |      |      |      |      |      |

| April | April | April | April | April | April | April | April |
| Kw    | Mo    | Di    | Mi    | Do    | Fr    | Sa    | So    |
| ----- | ----- | ----- | ----- | ----- | ----- | ----- | ----- |
| 14    |       |       | 1     | 2     | 3     | 4     | 5     |
| 15    | 6     | 7     | 8     | 9     | 10    | 11    | 12    |
| 16    | 13    | 14    | 15    | 16    | 17    | 18    | 19    |
| 17    | 20    | 21    | 22    | 23    | 24    | 25    | 26    |
| 18    | 27    | 28    | 29    | 30    |       |       |       |

| Mai | Mai | Mai | Mai | Mai | Mai | Mai | Mai |
| Kw  | Mo  | Di  | Mi  | Do  | Fr  | Sa  | So  |
| --- | --- | --- | --- | --- | --- | --- | --- |
| 18  |     |     |     |     | 1   | 2   | 3   |
| 19  | 4   | 5   | 6   | 7   | 8   | 9   | 10  |
| 20  | 11  | 12  | 13  | 14  | 15  | 16  | 17  |
| 21  | 18  | 19  | 20  | 21  | 22  | 23  | 24  |
| 22  | 25  | 26  | 27  | 28  | 29  | 30  | 31  |

| Juni | Juni | Juni | Juni | Juni | Juni | Juni | Juni |
| Kw   | Mo   | Di   | Mi   | Do   | Fr   | Sa   | So   |
| ---- | ---- | ---- | ---- | ---- | ---- | ---- | ---- |
| 23   | 1    | 2    | 3    | 4    | 5    | 6    | 7    |
| 24   | 8    | 9    | 10   | 11   | 12   | 13   | 14   |
| 25   | 15   | 16   | 17   | 18   | 19   | 20   | 21   |
| 26   | 22   | 23   | 24   | 25   | 26   | 27   | 28   |
| 27   | 29   | 30   |      |      |      |      |      |

| Juli | Juli | Juli | Juli | Juli | Juli | Juli | Juli |
| Kw   | Mo   | Di   | Mi   | Do   | Fr   | Sa   | So   |
| ---- | ---- | ---- | ---- | ---- | ---- | ---- | ---- |
| 27   |      |      | 1    | 2    | 3    | 4    | 5    |
| 28   | 6    | 7    | 8    | 9    | 10   | 11   | 12   |
| 29   | 13   | 14   | 15   | 16   | 17   | 18   | 19   |
| 30   | 20   | 21   | 22   | 23   | 24   | 25   | 26   |
| 31   | 27   | 28   | 29   | 30   | 31   |      |      |

| August | August | August | August | August | August | August | August |
| Kw     | Mo     | Di     | Mi     | Do     | Fr     | Sa     | So     |
| ------ | ------ | ------ | ------ | ------ | ------ | ------ | ------ |
| 31     |        |        |        |        |        | 1      | 2      |
| 32     | 3      | 4      | 5      | 6      | 7      | 8      | 9      |
| 33     | 10     | 11     | 12     | 13     | 14     | 15     | 16     |
| 34     | 17     | 18     | 19     | 20     | 21     | 22     | 23     |
| 35     | 24     | 25     | 26     | 27     | 28     | 29     | 30     |
| 36     | 31     |        |        |        |        |        |        |

| September | September | September | September | September | September | September | September |
| Kw        | Mo        | Di        | Mi        | Do        | Fr        | Sa        | So        |
| --------- | --------- | --------- | --------- | --------- | --------- | --------- | --------- |
| 36        |           | 1         | 2         | 3         | 4         | 5         | 6         |
| 37        | 7         | 8         | 9         | 10        | 11        | 12        | 13        |
| 38        | 14        | 15        | 16        | 17        | 18        | 19        | 20        |
| 39        | 21        | 22        | 23        | 24        | 25        | 26        | 27        |
| 40        | 28        | 29        | 30        |           |           |           |           |

| Oktober | Oktober | Oktober | Oktober | Oktober | Oktober | Oktober | Oktober |
| Kw      | Mo      | Di      | Mi      | Do      | Fr      | Sa      | So      |
| ------- | ------- | ------- | ------- | ------- | ------- | ------- | ------- |
| 40      |         |         |         | 1       | 2       | 3       | 4       |
| 41      | 5       | 6       | 7       | 8       | 9       | 10      | 11      |
| 42      | 12      | 13      | 14      | 15      | 16      | 17      | 18      |
| 43      | 19      | 20      | 21      | 22      | 23      | 24      | 25      |
| 44      | 26      | 27      | 28      | 29      | 30      | 31      |         |

| November | November | November | November | November | November | November | November |
| Kw       | Mo       | Di       | Mi       | Do       | Fr       | Sa       | So       |
| -------- | -------- | -------- | -------- | -------- | -------- | -------- | -------- |
| 44       |          |          |          |          |          |          | 1        |
| 45       | 2        | 3        | 4        | 5        | 6        | 7        | 8        |
| 46       | 9        | 10       | 11       | 12       | 13       | 14       | 15       |
| 47       | 16       | 17       | 18       | 19       | 20       | 21       | 22       |
| 48       | 23       | 24       | 25       | 26       | 27       | 28       | 29       |
| 49       | 30       |          |          |          |          |          |          |

| Dezember | Dezember | Dezember | Dezember | Dezember | Dezember | Dezember | Dezember |
| Kw       | Mo       | Di       | Mi       | Do       | Fr       | Sa       | So       |
| -------- | -------- | -------- | -------- | -------- | -------- | -------- | -------- |
| 49       |          | 1        | 2        | 3        | 4        | 5        | 6        |
| 50       | 7        | 8        | 9        | 10       | 11       | 12       | 13       |
| 51       | 14       | 15       | 16       | 17       | 18       | 19       | 20       |
| 52       | 21       | 22       | 23       | 24       | 25       | 26       | 27       |
| 53       | 28       | 29       | 30       | 31       |          |          |          |

| Januar | Januar | Januar | Januar | Januar | Januar | Januar | Januar |
| Kw     | Mo     | Di     | Mi     | Do     | Fr     | Sa     | So     |
| ------ | ------ | ------ | ------ | ------ | ------ | ------ | ------ |
| 1      |        |        |        | 1      | 2      | 3      | 4      |
| 2      | 5      | 6      | 7      | 8      | 9      | 10     | 11     |
| 3      | 12     | 13     | 14     | 15     | 16     | 17     | 18     |
| 4      | 19     | 20     | 21     | 22     | 23     | 24     | 25     |
| 5      | 26     | 27     | 28     | 29     | 30     | 31     |        |

| Februar | Februar | Februar | Februar | Februar | Februar | Februar | Februar |
| Kw      | Mo      | Di      | Mi      | Do      | Fr      | Sa      | So      |
| ------- | ------- | ------- | ------- | ------- | ------- | ------- | ------- |
| 5       |         |         |         |         |         |         | 1       |
| 6       | 2       | 3       | 4       | 5       | 6       | 7       | 8       |
| 7       | 9       | 10      | 11      | 12      | 13      | 14      | 15      |
| 8       | 16      | 17      | 18      | 19      | 20      | 21      | 22      |
| 9       | 23      | 24      | 25      | 26      | 27      | 28      |         |

| März | März | März | März | März | März | März | März |
| Kw   | Mo   | Di   | Mi   | Do   | Fr   | Sa   | So   |
| ---- | ---- | ---- | ---- | ---- | ---- | ---- | ---- |
| 9    |      |      |      |      |      |      | 1    |
| 10   | 2    | 3    | 4    | 5    | 6    | 7    | 8    |
| 11   | 9    | 10   | 11   | 12   | 13   | 14   | 15   |
| 12   | 16   | 17   | 18   | 19   | 20   | 21   | 22   |
| 13   | 23   | 24   | 25   | 26   | 27   | 28   | 29   |
| 14   | 30   | 31   |      |      |      |      |      |

| April | April | April | April | April | April | April | April |
| Kw    | Mo    | Di    | Mi    | Do    | Fr    | Sa    | So    |
| ----- | ----- | ----- | ----- | ----- | ----- | ----- | ----- |
| 14    |       |       | 1     | 2     | 3     | 4     | 5     |
| 15    | 6     | 7     | 8     | 9     | 10    | 11    | 12    |
| 16    | 13    | 14    | 15    | 16    | 17    | 18    | 19    |
| 17    | 20    | 21    | 22    | 23    | 24    | 25    | 26    |
| 18    | 27    | 28    | 29    | 30    |       |       |       |

| Mai | Mai | Mai | Mai | Mai | Mai | Mai | Mai |
| Kw  | Mo  | Di  | Mi  | Do  | Fr  | Sa  | So  |
| --- | --- | --- | --- | --- | --- | --- | --- |
| 18  |     |     |     |     | 1   | 2   | 3   |
| 19  | 4   | 5   | 6   | 7   | 8   | 9   | 10  |
| 20  | 11  | 12  | 13  | 14  | 15  | 16  | 17  |
| 21  | 18  | 19  | 20  | 21  | 22  | 23  | 24  |
| 22  | 25  | 26  | 27  | 28  | 29  | 30  | 31  |

| Juni | Juni | Juni | Juni | Juni | Juni | Juni | Juni |
| Kw   | Mo   | Di   | Mi   | Do   | Fr   | Sa   | So   |
| ---- | ---- | ---- | ---- | ---- | ---- | ---- | ---- |
| 23   | 1    | 2    | 3    | 4    | 5    | 6    | 7    |
| 24   | 8    | 9    | 10   | 11   | 12   | 13   | 14   |
| 25   | 15   | 16   | 17   | 18   | 19   | 20   | 21   |
| 26   | 22   | 23   | 24   | 25   | 26   | 27   | 28   |
| 27   | 29   | 30   |      |      |      |      |      |

| Juli | Juli | Juli | Juli | Juli | Juli | Juli | Juli |
| Kw   | Mo   | Di   | Mi   | Do   | Fr   | Sa   | So   |
| ---- | ---- | ---- | ---- | ---- | ---- | ---- | ---- |
| 27   |      |      | 1    | 2    | 3    | 4    | 5    |
| 28   | 6    | 7    | 8    | 9    | 10   | 11   | 12   |
| 29   | 13   | 14   | 15   | 16   | 17   | 18   | 19   |
| 30   | 20   | 21   | 22   | 23   | 24   | 25   | 26   |
| 31   | 27   | 28   | 29   | 30   | 31   |      |      |

| August | August | August | August | August | August | August | August |
| Kw     | Mo     | Di     | Mi     | Do     | Fr     | Sa     | So     |
| ------ | ------ | ------ | ------ | ------ | ------ | ------ | ------ |
| 31     |        |        |        |        |        | 1      | 2      |
| 32     | 3      | 4      | 5      | 6      | 7      | 8      | 9      |
| 33     | 10     | 11     | 12     | 13     | 14     | 15     | 16     |
| 34     | 17     | 18     | 19     | 20     | 21     | 22     | 23     |
| 35     | 24     | 25     | 26     | 27     | 28     | 29     | 30     |
| 36     | 31     |        |        |        |        |        |        |

| September | September | September | September | September | September | September | September |
| Kw        | Mo        | Di        | Mi        | Do        | Fr        | Sa        | So        |
| --------- | --------- | --------- | --------- | --------- | --------- | --------- | --------- |
| 36        |           | 1         | 2         | 3         | 4         | 5         | 6         |
| 37        | 7         | 8         | 9         | 10        | 11        | 12        | 13        |
| 38        | 14        | 15        | 16        | 17        | 18        | 19        | 20        |
| 39        | 21        | 22        | 23        | 24        | 25        | 26        | 27        |
| 40        | 28        | 29        | 30        |           |           |           |           |

| Oktober | Oktober | Oktober | Oktober | Oktober | Oktober | Oktober | Oktober |
| Kw      | Mo      | Di      | Mi      | Do      | Fr      | Sa      | So      |
| ------- | ------- | ------- | ------- | ------- | ------- | ------- | ------- |
| 40      |         |         |         | 1       | 2       | 3       | 4       |
| 41      | 5       | 6       | 7       | 8       | 9       | 10      | 11      |
| 42      | 12      | 13      | 14      | 15      | 16      | 17      | 18      |
| 43      | 19      | 20      | 21      | 22      | 23      | 24      | 25      |
| 44      | 26      | 27      | 28      | 29      | 30      | 31      |         |

| November | November | November | November | November | November | November | November |
| Kw       | Mo       | Di       | Mi       | Do       | Fr       | Sa       | So       |
| -------- | -------- | -------- | -------- | -------- | -------- | -------- | -------- |
| 44       |          |          |          |          |          |          | 1        |
| 45       | 2        | 3        | 4        | 5        | 6        | 7        | 8        |
| 46       | 9        | 10       | 11       | 12       | 13       | 14       | 15       |
| 47       | 16       | 17       | 18       | 19       | 20       | 21       | 22       |
| 48       | 23       | 24       | 25       | 26       | 27       | 28       | 29       |
| 49       | 30       |          |          |          |          |          |          |

| Dezember | Dezember | Dezember | Dezember | Dezember | Dezember | Dezember | Dezember |
| Kw       | Mo       | Di       | Mi       | Do       | Fr       | Sa       | So       |
| -------- | -------- | -------- | -------- | -------- | -------- | -------- | -------- |
| 49       |          | 1        | 2        | 3        | 4        | 5        | 6        |
| 50       | 7        | 8        | 9        | 10       | 11       | 12       | 13       |
| 51       | 14       | 15       | 16       | 17       | 18       | 19       | 20       |
| 52       | 21       | 22       | 23       | 24       | 25       | 26       | 27       |
| 53       | 28       | 29       | 30       | 31       |          |          |          |

Während im Jahr 1761 der Krieg der Großmächte in Nordamerika sowie in Indien praktisch beendet ist, geht der Krieg in Europa mit unverminderter Härte weiter. Es finden jedoch kaum große Schlachten statt, auch weil keine Seite in der Lage ist, zum entscheidenden Schlag auszuholen.
In Indien kommt es mit der Dritten Schlacht von Panipat zur entscheidenden Schlacht, in der das Durrani-Reich unter Ahmad Schah Durrani das Marathenreich besiegt und damit die Macht in der nördlich gelegenen Stadt Delhi übernimmt. Langfristig wird mit der Schlacht jedoch nur der Aufstieg des Britischen Kolonialreichs auf dem Subkontinent begünstigt.
Der französische Aufklärer Jean-Jacques Rousseau verfasst mit Julie oder Die neue Heloise einen der größten belletristischen Erfolge des 18. Jahrhunderts, der von der römisch-katholischen Kirche sofort auf den Verbotsindex gesetzt wird. Und der Mediziner Giovanni Battista Morgagni veröffentlicht im Alter von 80 Jahren sein Hauptwerk und begründet damit die moderne Pathologie.
Der Venusdurchgang im Juni liefert trotz der Entdeckung ihrer Atmosphäre nur unbefriedigende wissenschaftliche Ergebnisse, woraufhin vor allem die Mitglieder der Royal Society in London beschließen, bei der nächsten – und für mehr als hundert Jahre letzten – Gelegenheit 1769 besser vorbereitet zu sein.

## Ereignisse
| Chronologie                                                                                            | Chronologie |
| --- | --- |
| 14. Januar                                                                                             | Dritte Schlacht von Panipat in Indien                                                                              |
| 16. Januar                                                                                             | Eroberung von Pondichéry in Indien                                                                                 |
| 15./16. Juli                                                                                           | Schlacht bei Vellinghausen                                                                                         |
| 15. August                                                                                             | Bourbonischer Hausvertrag                                                                                          |
| 8. September                                                                                           | König Georg III. heiratet Sophie Charlotte von Mecklenburg-Strelitz.                                               |
| 22. September                                                                                          | Georg III. wird zum König von Großbritannien gekrönt.                                                              |
| 12. Oktober                                                                                            | Manuel d’Amat i de Junyent wird Vizekönig von Peru.                                                                |
| 13. Oktober                                                                                            | Gefecht bei Ölper                                                                                                  |
| 18. Oktober                                                                                            | Herzog Friedrich Karl stirbt, das Herzogtum Schleswig-Holstein-Sonderburg-Plön fällt zurück an die dänische Krone. |
| 16. Dezember                                                                                           | Die preußische Festung Kolberg kapituliert gegenüber russischen Truppen.                                           |
| Andauernde Ereignisse                                                                                  | |
| Dritter Karnatischer Krieg in Indien (seit 1756)                                                       | |
| Siebenjähriger Krieg in Europa (seit 1756) als Teil der Schlesischen Kriege (seit 1740)                | |
| Siebenjähriger Krieg in Nordamerika (seit 1754) als Teil der Franzosen- und Indianerkriege (seit 1689) | |
| Aufgeklärter Absolutismus in Preußen und Österreich (seit 1740)                                        | |
| Höfischer Absolutismus in Frankreich (seit 1648)                                                       | |
| Qing-Dynastie in China (seit 1644)                                                                     | |
| Edo-Zeit in Japan (seit 1603)                                                                          | |

### Politik und Weltgeschehen

#### Siebenjähriger Krieg in Europa

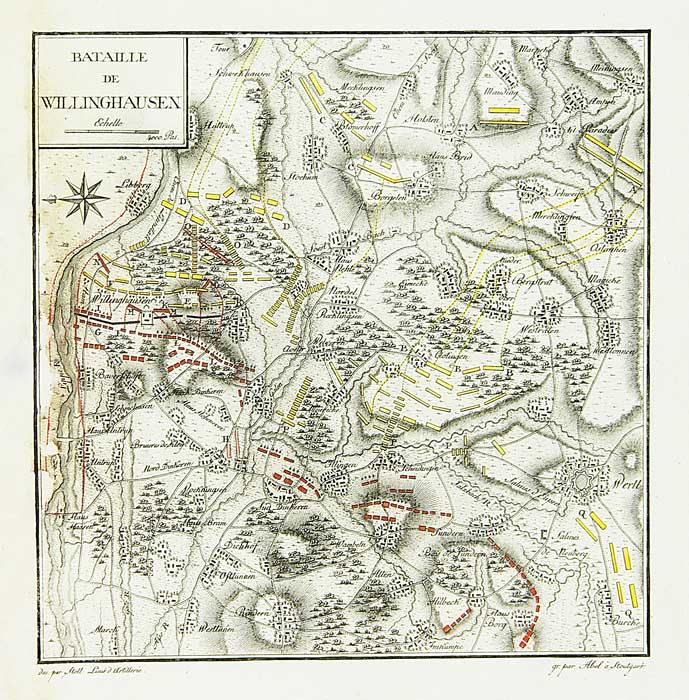
Karte der Schlacht bei Vellinghausen

- 15. bis 16. Juli: In der Schlacht bei Vellinghausen unterliegt ein französisches Heer unter dem Befehl von Charles de Rohan, prince de Soubise und Victor-François de Broglie einer alliierten Armee unter Herzog Ferdinand von Braunschweig-Wolfenbüttel.
- 15. August: Der Siebenjährige Krieg bewirkt die Erneuerung des bourbonischen Hausvertrages zwischen den Dynastien in Frankreich und Spanien. Beide Seiten sichern sich mit dem vom französischen Außenminister Étienne-François de Choiseul und dem spanischen Staatsminister Jerónimo Grimaldi unterzeichneten Vertrag ihren territorialen Besitzstand zu und verabreden gegenseitige Hilfe im Kriegsfalle insbesondere gegen Großbritannien. Auch Portugal wird zum Anschluss an den Familienpakt aufgefordert, da König Joseph I. mit einer Tochter Philipps V. verheiratet ist, Portugal ist allerdings traditionell fest mit Großbritannien verbündet.
- 13. Oktober: Im Gefecht bei Ölper siegen Truppen des Fürstentums Braunschweig-Wolfenbüttel unter Friedrich August von Braunschweig über ein französisch-kursächsisches Heer und befreien die Stadt Braunschweig damit von der Belagerung durch Franz Xaver von Sachsen.

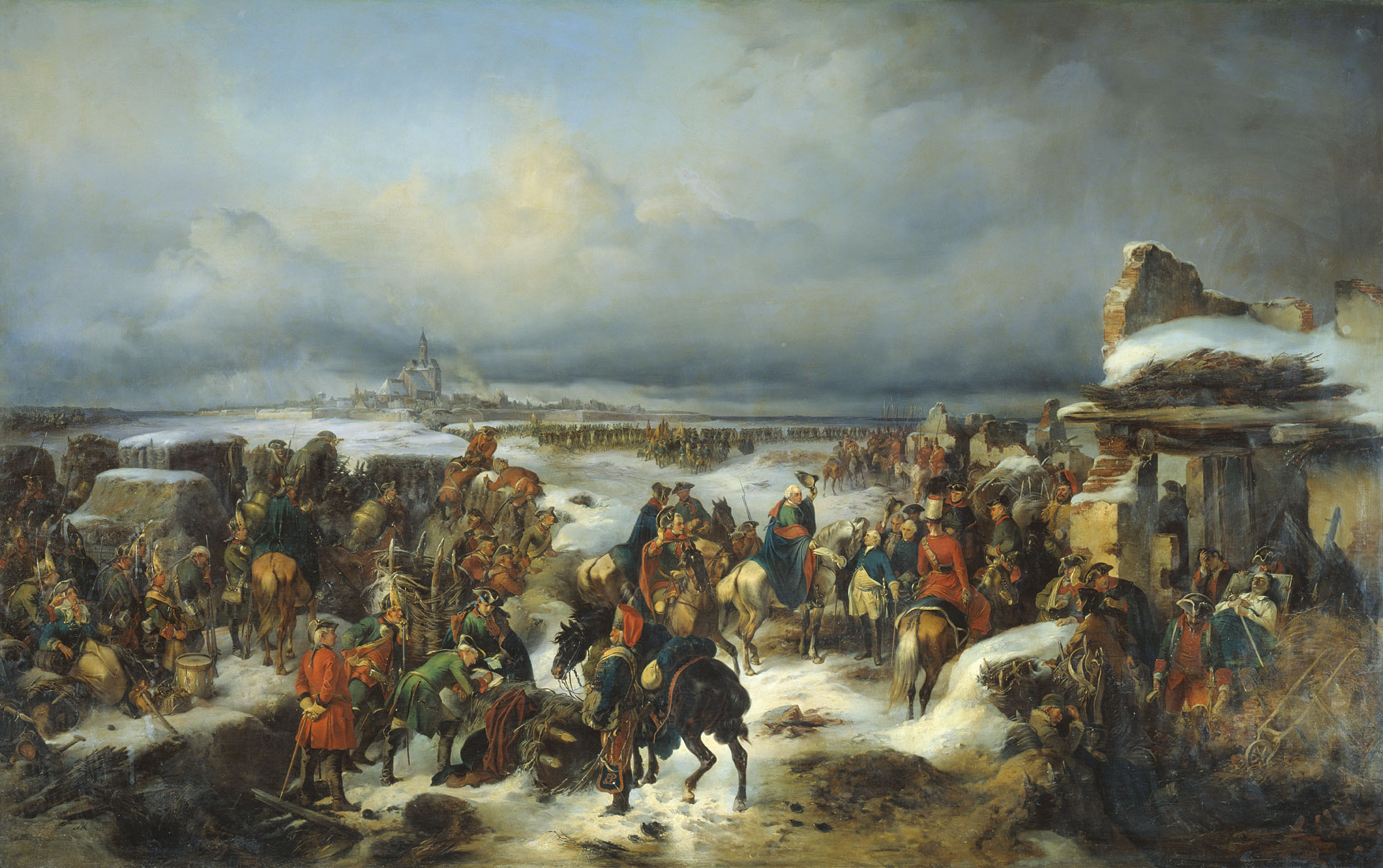
Der Fall von Kolberg, Historiengemälde von Alexander Kotsebu 1852

- 16. Dezember: Nach viermonatiger Belagerung kapituliert die preußische Festung Kolberg wegen Hungergefahr im Siebenjährigen Krieg gegenüber russischen Truppen unter Pjotr Alexandrowitsch Rumjanzew-Sadunaiski.
- Der französische Kriegsminister Belle-Isle stirbt und Étienne-François de Choiseul übernimmt sein Amt. Beginn einer Reform des Heeres und der Marine.

#### Großbritannien

Charlottes Wappen als Königin

- 8. September: Der britische König Georg III. heiratet Sophie Charlotte von Mecklenburg-Strelitz, die er erst am selben Tag persönlich kennenlernt.
- 22. September: Georg III. wird zum König im Königreich Großbritannien gekrönt, seine Ehefrau Sophie Charlotte von Mecklenburg-Strelitz zur Königin.
- 5. Oktober: Nachdem ihm sein eigenes Kabinett bei der von ihm gewünschten Kriegserklärung an Spanien die Gefolgschaft verweigert, tritt William Pitt, 1. Earl of Chatham, als britischer Premierminister zurück. Sein Nachfolger wird John Stuart, 3. Earl of Bute.

#### Weitere Ereignisse in Europa
- 18. Oktober: Durch den Tod von Herzog Friedrich Karl ohne männlichen Nachkommen fällt das Herzogtum Schleswig-Holstein-Sonderburg-Plön zurück an die dänische Krone.

#### Dritter Karnatischer Krieg

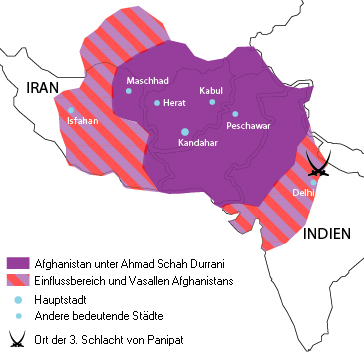
Das Reich des Ahmad Schah Durrani

- 14. Januar: Die Afghanen des Durrani-Reichs unter Ahmad Schah Durrani besiegen das Marathenreich in der Dritten Schlacht von Panipat und übernehmen damit die Macht in der nördlich gelegenen Stadt Delhi. In weiterer Folge begünstigt die Schwächung des Marathenreiches den Aufstieg der Briten als Macht in Indien.

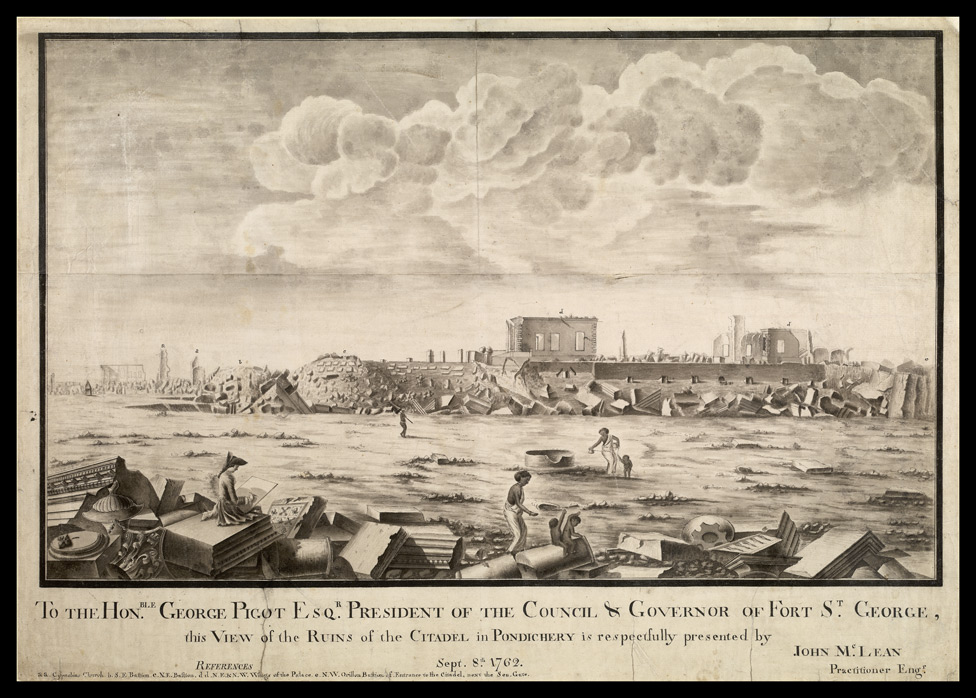
Die Ruinen von Pondichéry ein Jahr nach der Eroberung

- 16. Januar: Die seit dem März des Vorjahres von einer britischen Armee und Flotte eingeschlossene französische Stadt Pondichéry im Südosten Indiens wird von Stadtkommandant Thomas Arthur de Lally-Tollendal übergeben und von den Briten fast völlig zerstört.

#### Weitere Ereignisse in Asien
König Ekathat von Ayutthaya erhebt Thong Duang zum Gouverneur der Provinz Ratchaburi.

#### Spanische Kolonien in Amerika
- 12. Oktober: Manuel d’Amat i de Junyent folgt José Antonio Manso de Velasco als Vizekönig von Peru. Félix de Berroeta folgt Junyent als Gouverneur von Chile und Valdivia.

#### Portugal und seine Kolonien
Unter dem Einfluss seines Premierministers Sebastião José de Carvalho e Melo, Marquês de Pombal, schafft König José I. in Portugal und seinen indischen Kolonien die Sklaverei ab. Im ebenfalls zum portugiesischen Kolonialreich gehörenden Brasilien, wo Arbeitskräfte auf den Zucker- und Kaffeeplantagen benötigt werden, bleibt sie jedoch aufrecht. Auch in Portugiesisch-Timor bleibt der Sklavenhandel weiterhin gestattet.

### Wirtschaft
- Erzherzogin Maria Theresia schafft die Hof-Rechen-Cammer für die österreichischen Erblande. Erster Präsident wird Ludwig von Zinzendorf.
- Das Bankhaus Löbbecke wird als Handelshaus in Iserlohn gegründet.
- Die Bayerische Porzellanmanufaktur übersiedelt in das Schloss Nymphenburg, wo sie sich noch heute befindet.

### Wissenschaft und Technik

#### Astronomie

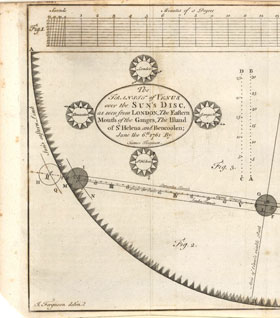
Der Venusdurchgang 1761, beobachtet von James Ferguson

- 6. Juni: Bei einem Venustransit entdeckt Georg Christoph Silberschlag die Atmosphäre der Venus. Er veröffentlicht seine These am 13. Juni in der Magdeburgischen Privilegierten Zeitung und stellt bei dieser Gelegenheit auch Theorien über Leben auf der Venus auf. Obwohl europäische Wissenschaftler in alle Welt ausschwärmen, liefert der Transit für die Wissenschaft insgesamt nur unbefriedigende und stark abweichende Ergebnisse, was sich beim nächsten Venustransit 1769 ändern soll.

#### Biologie und Veterinärmedizin
- Joseph Gottlieb Kölreuter beweist die Geschlechtlichkeit von Pflanzen und erklärt die Bestäubung.
- Claude Bourgelat gründet in Lyon die weltweit erste tiermedizinische Lehrstätte.

#### Medizin

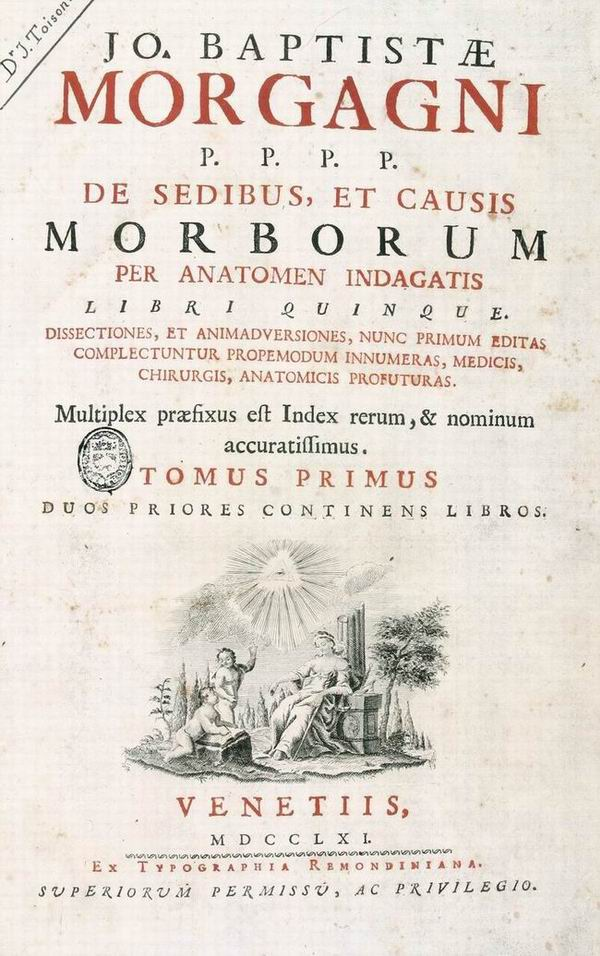
Titelseite der Erstausgabe von De sedibus et causis morborum (1761)

- Im Alter von 80 Jahren veröffentlicht der venezianische Mediziner und Anatom Giovanni Battista Morgagni, Professor an der Universität Padua, sein Hauptwerk, die fünf Bücher De sedibus et causis morborum per anatomen indagatis (Über den Sitz und die Ursachen der Krankheiten, aufgespürt durch die Anatomie) und begründet damit die moderne Pathologie.

#### Physik
- Der Aufsatz Essai de Chymie Méchanique von Georges-Louis Le Sage, in der die Le-Sage-Gravitation ausführlich beschrieben wird, wird erstmals veröffentlicht.

#### Sonstiges

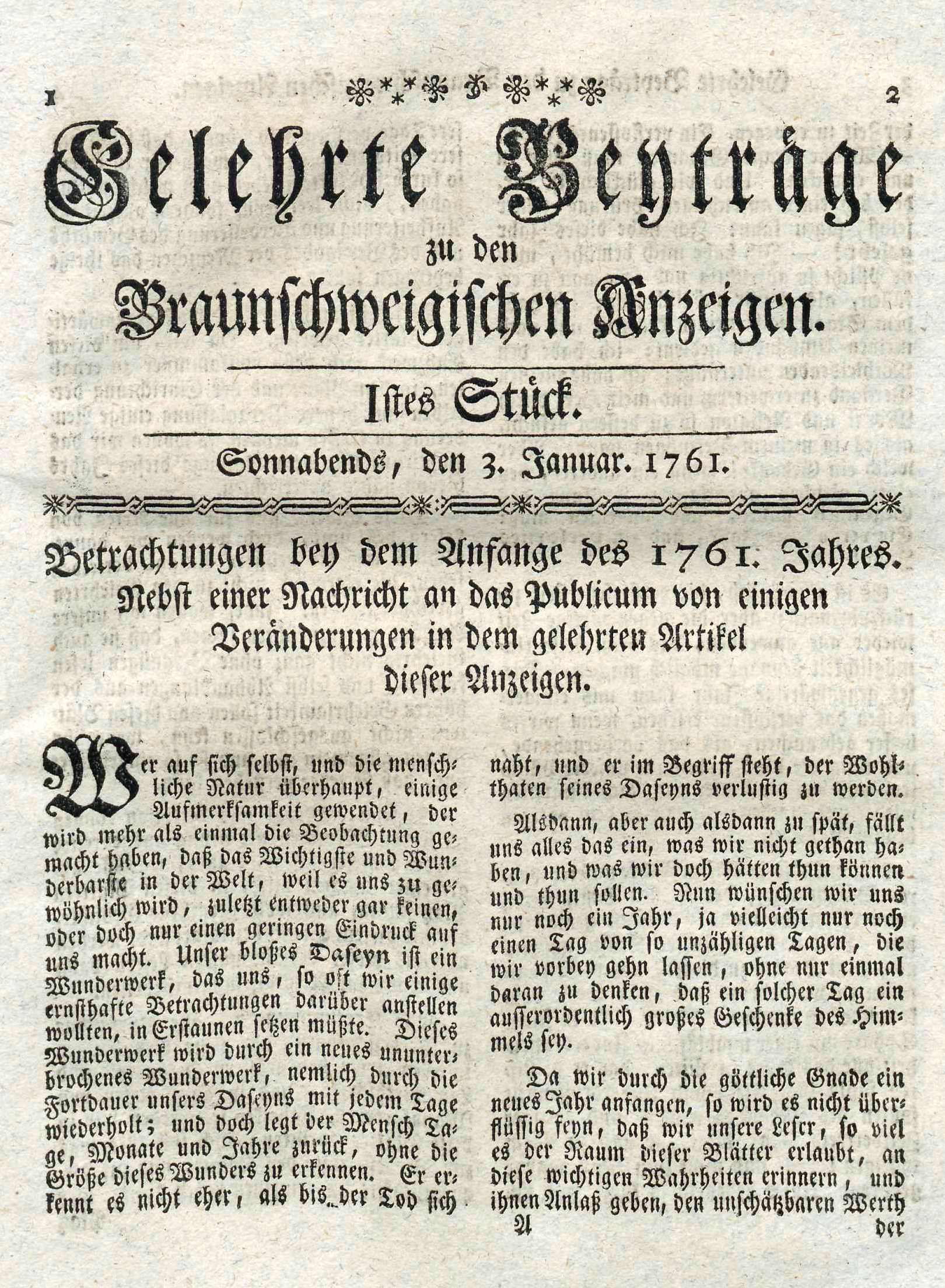
Titelblatt der Erstausgabe der Gelehrten Beyträge

- 3. Januar: Die Gelehrten Beyträge zu den Braunschweigischen Anzeigen, ursprünglich fester Bestandteil der erstmals am 1745 erschienenen Zeitung Braunschweigische Anzeigen, werden von den „Anzeigen“ abgetrennt und von da an separat veröffentlicht. Erster Herausgeber dieser wissenschaftlichen Aufsätze ist Justus Friedrich Wilhelm Zachariae.
- Joseph Liesganig beginnt mit der Gradmessung im Wiener Meridian, wo ein 320 km langer Meridianbogen von Brünn über Wien nach Varasdin gemessen wird. Als Basis für die Triangulierung wählt Liesganig eine Strecke zwischen Wiener Neustadt und Neunkirchen (Siehe Liesganigstein). Für die Messung wird eine Schneise durch den Föhrenwald ausgeholzt, welche in Folge für die Errichtung der Neunkirchner Allee genutzt wird.
- Konzipiert von Johann David Michaelis startet von Kopenhagen aus im Auftrag von König Friedrich V. die wissenschaftliche Arabische Reise in Richtung Konstantinopel. Zu den Teilnehmern gehören unter anderem Peter Forsskål und Carsten Niebuhr.

### Kultur
| Kultur | Kultur |
| --- | ------ |
| - Spätbarock - Rokoko - Zopfstil - Aufklärung in der Literatur (seit 1720) - Macaroni-Modestil in England (seit 1760) |        |

#### Bildende Kunst
Ausgestattet mit einem Empfehlungsschreiben Maria Theresias, zieht Bernardo Bellotto, genannt Canaletto, im Jänner von Wien weiter nach München, wo er auf den sächsischen Thronfolger Friedrich Christian von Sachsen trifft, der bei seinem Schwager, Kurfürst Maximilian III. Joseph von Bayern, Zuflucht gesucht hat. Vermutlich das Thronfolgerpaar lässt zwei Ansichten von Schloss Nymphenburg malen, die es später dem Kurfürsten schenkt. Ein weiteres Bild zeigt ein Panorama von München. Ende des Jahres kehrt Bellotto dann in das kriegszerstörte Dresden zurück.

#### Literatur

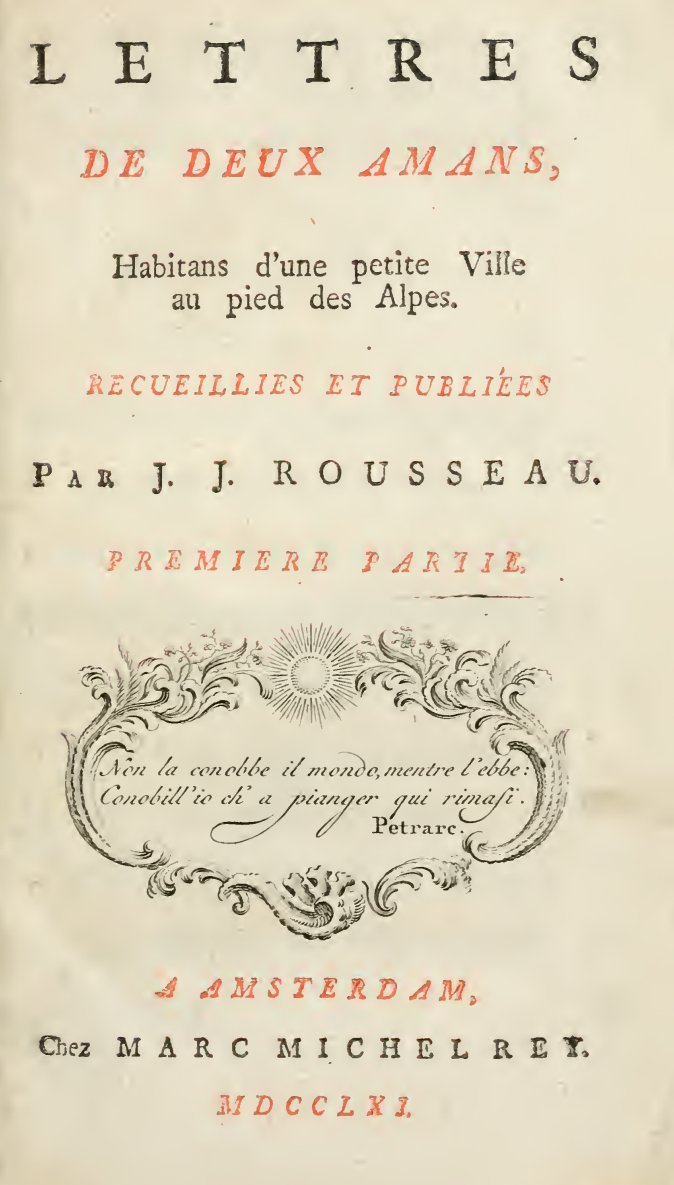
Titel der Erstausgabe

#### Musik und Theater
- 11. Februar: In Stuttgart erfolgt die Uraufführung der Oper L’olimpiade von Niccolò Jommelli auf ein Libretto von Pietro Metastasio.
- 17. Oktober: In Wien findet die vielbeachtete Uraufführung des Balletts Don Juan von Christoph Willibald Gluck statt, zu dem der Tänzer und Choreograf Gasparo Angiolini die Choreographie geschaffen hat.
- 5. November: Die Oper Don Quichotte auf der Hochzeit des Comacho von Georg Philipp Telemann auf ein Libretto von Daniel Schiebeler wird in Hamburg uraufgeführt.
- Joseph Haydn wird Vizekapellmeister im Hause der Familie Esterházy.
- Leopold Mozart zeichnet ein Andante und ein Allegro als des Wolfgangerl Compositiones auf, denen ein weiteres Allegro und ein Menuetto folgen, datiert auf den 11. bzw. 16. Dezember.

### Gesellschaft
- 13. Oktober: Der Tuchhändler Jean Calas findet im eigenen Haus in Toulouse seinen ältesten Sohn erhängt auf. Man verdächtigt den Vater jedoch des Mordes, für den er später hingerichtet wird. Voltaire greift den Justizirrtum 1763 auf.
- Die überkonfessionelle Helvetische Gesellschaft wird in Schinznach-Bad von einem Kreis aufklärerisch gesinnter Personen um Isaak Iselin, Hans Caspar Hirzel, Joseph Anton Felix von Balthasar und Daniel von Fellenberg gegründet. Weitere Mitglieder sind Johann Georg Zimmermann, Salomon Gessner, Johann Rudolf Tschiffeli sowie Vincenz Bernhard Tscharner und Niklaus Emanuel Tscharner. Von ausländischer Seite gesellen sich Prinz Ludwig Eugen von Württemberg, Johann Georg Schlosser und Gottlieb Konrad Pfeffel dazu.

Auf der Seine gibt es erstmals ein Badeschiff, eine Einrichtung des königlichen Leibbaders Jean-Jacques Poitevin. Dabei handelt es sich um zwei miteinander verbundene Hausboote, in denen sich insgesamt 33 Badekabinen befinden, in denen warm und kalt gebadet sowie geduscht werden kann. Genutzt wird dafür das Flusswasser. Zwischen den beiden Booten gibt es auch die Möglichkeit, im fließenden Wasser zu schwimmen.

### Religion

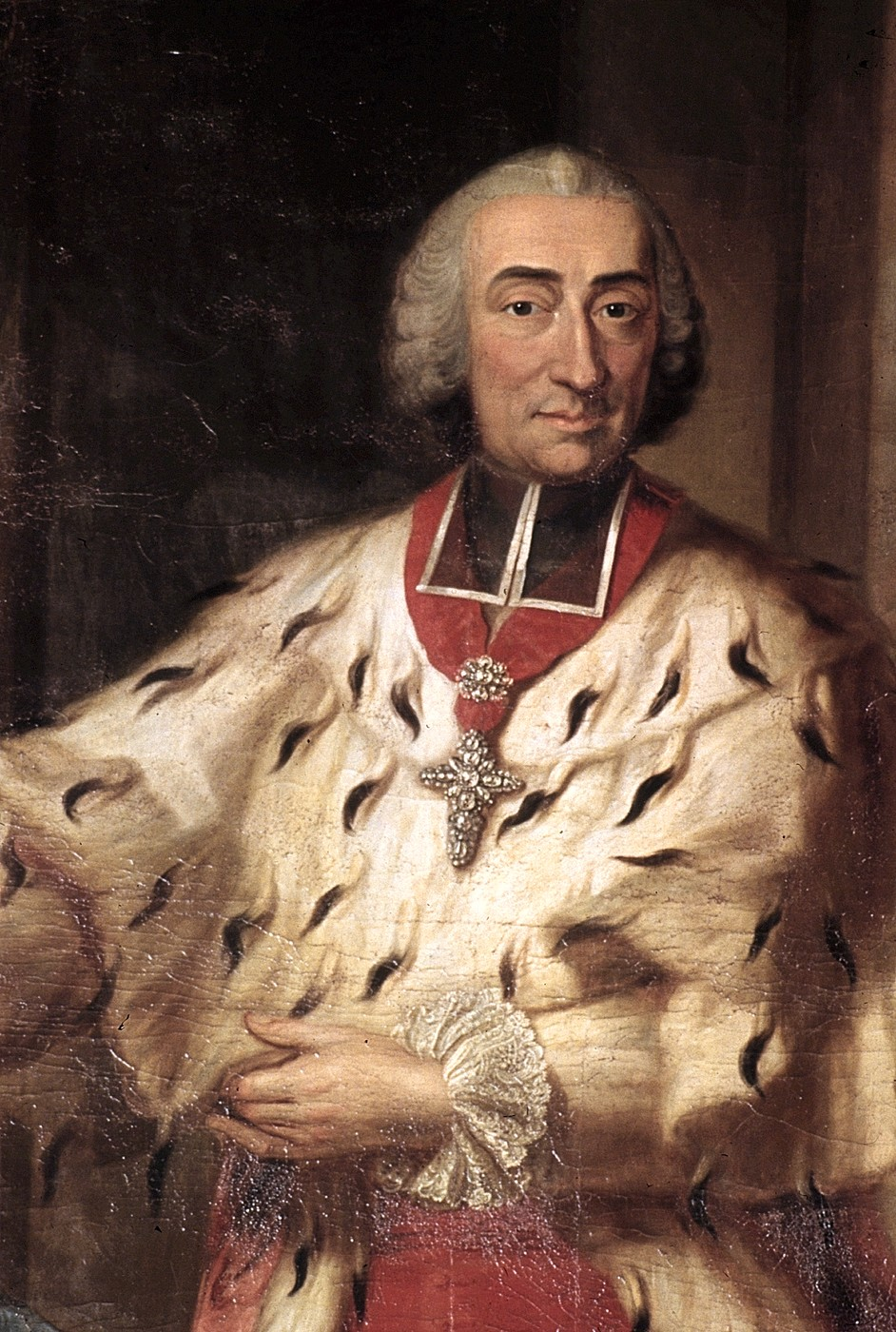
Maximilian Friedrich von Königsegg-Rothenfels

- 6. April: Maximilian Friedrich von Königsegg-Rothenfels wird Erzbischof von Köln. Er folgt dem am 6. Februar verstorbenen Clemens August von Bayern.
- Maximilian von Hamilton wird Fürstbischof von Olmütz.

## Historische Karten und Ansichten

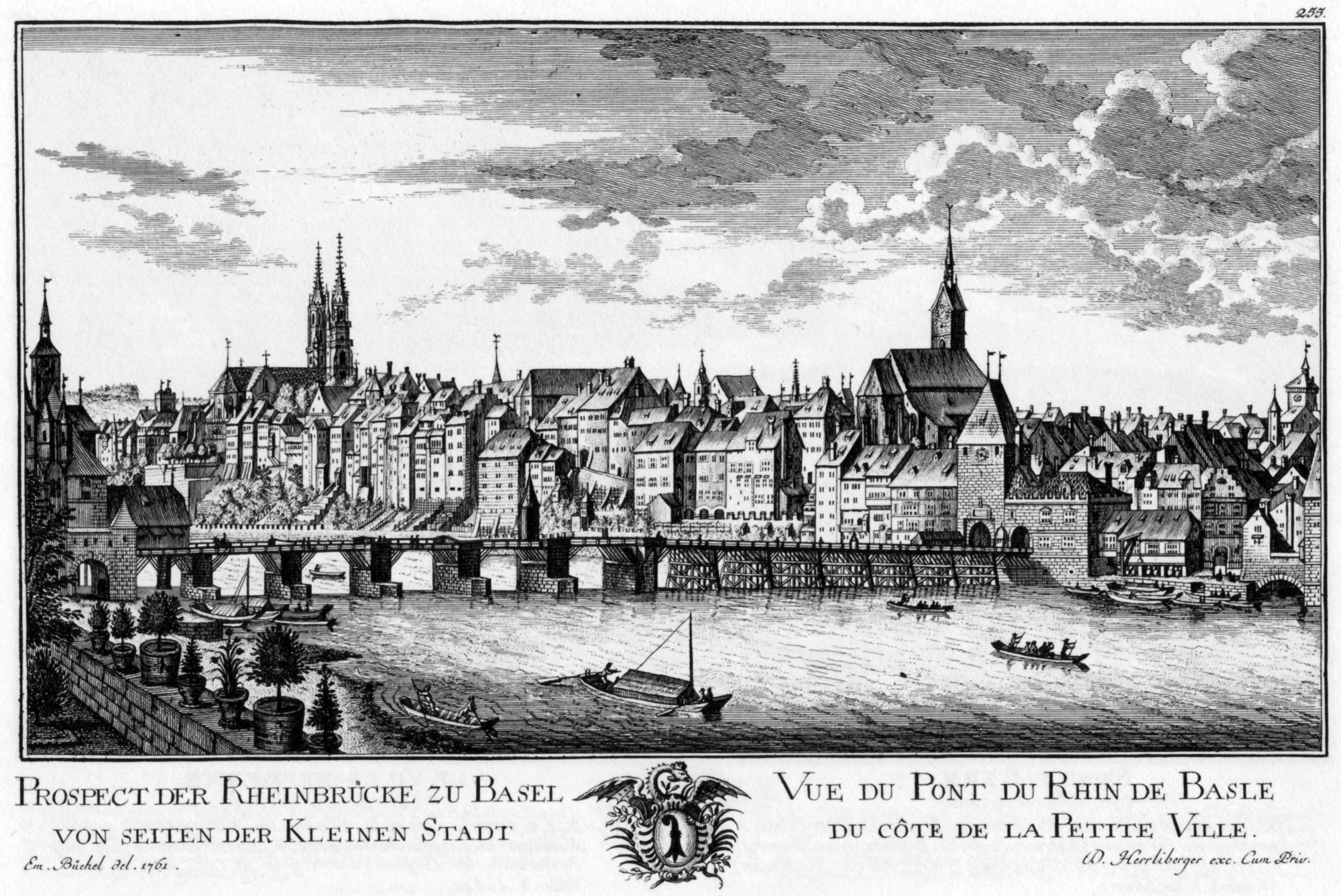
Basel 1761

Tarent 1761

## Geboren

### Erstes Quartal
- 06. Januar: Kaspar Maria von Sternberg, böhmischer Theologe und Naturforscher († 1838)
- 08. Januar: Ernst Häußler, deutscher Sänger, Komponist und Musiklehrer († 1837)
- 21. Januar: Gottlieb Ernst August Mehmel, deutscher Philosoph († 1840)
- 24. Januar: Johann Christian Reinhart, deutscher Maler, Zeichner und Radierer. († 1847)
- 26. Januar: Jens Zetlitz, norwegischer Lyriker († 1821)
- 29. Januar: Albert Gallatin, US-amerikanischer Politiker und Diplomat († 1849)
- 30. Januar: Justinian Freiherr von Adlerflycht, deutscher Jurist († 1831)
- 01. Februar: John Clark, US-amerikanischer Politiker und Diplomat († 1821)

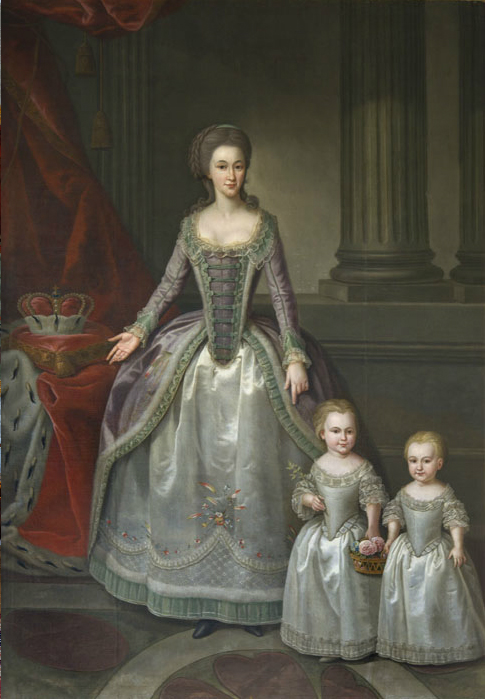
Dorothea von Kurland (1761–1821) mit ihren Töchtern

- 03. Februar: Dorothea von Kurland, Herzogin von Kurland († 1821)
- 04. Februar: Georg I., Herzog von Sachsen-Meiningen († 1803)
- 04. Februar: Blasius Merrem, deutscher Professor für Zoologie und Ornithologie († 1824)
- 16. Februar: Jean-Charles Pichegru, französischer General der Revolutionskriege († 1804)
- 18. Februar: Johann Bernhard Hermann, bayerischer Intellektueller des 18. Jahrhunderts († 1790)
- 20. Februar: Ludwig Abeille, deutscher Komponist († 1838)
- 22. Februar: Erik Tulindberg, finnischer Komponist († 1814)
- 03. März: Johann Friedemann Greiner, deutscher Glashüttenbesitzer, Porzellanfabrikant und Landtagsabgeordneter († 1841)
- 06. März: Antoine-François Andréossy, französischer General und Staatsmann († 1828)
- 08. März: Jan Graf Potocki, polnischer Romancier, Historiker und Ethnologe († 1815)
- 11. März: Friedrich Vieweg, deutscher Verleger, Gründer des Vieweg Verlags († 1835)
- 20. März: Helias Meder, friesischer Theologe († 1825)
- 24. März: Charles Abbot, britischer Botaniker und Entomologe († 1817)
- 27. März: James Sykes, US-amerikanischer Politiker († 1822)

### Zweites Quartal
- 01. April: Heinrich Stephani, schlesischer Pädagoge und Schulreformer († 1850)
- 02. April: Johann Dominicus Aigner, Bürgermeister der Stadt Lienz († 1848)
- 06. April: Carl Ludwig Giesecke, Mineraloge († 1833)
- 09. April: Johann Andreas Matthias, deutscher Theologe und Pädagoge († 1837)
- 18. April: Johann Stephan Gottfried Büsching, Oberbürgermeister von Berlin († 1833)
- 24. April: Carl Christian Erhard Schmid, deutscher evangelischer Theologe und Philosoph († 1812)
- 28. April: Jacques Villeré, US-amerikanischer Politiker († 1830)

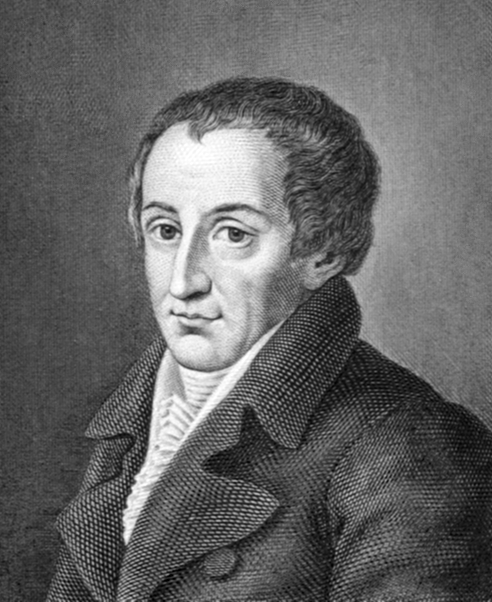
August von Kotzebue

- 03. Mai: August von Kotzebue, deutscher Dramatiker († 1819)
- 13. Mai: Jean Henri Pareau, niederländischer Orientalist und reformierter Theologe († 1833)
- 15. Mai: André Galle, französischer Medailleur († 1844)
- 16. Mai: Heinrich LI., Graf Reuß zu Ebersdorf († 1822)
- 17. Mai: Carl Gotthold Claunigk, deutscher Orgelbauer († 1829)
- 22. Mai: Johann Friedrich Abegg, deutscher Kaufmann und Senator in Bremen († 1840)
- 07. Juni: John Rennie, schottischer Bauingenieur († 1821)
- 08. Juni: Niels Heidenreich, dänischer Uhrmacher und Dieb der Goldhörner († 1844)
- 08. Juni: Juliane von Hessen-Philippsthal, Regentin von Schaumburg-Lippe († 1799)
- 14. Juni: Ernst Christian Wilhelm Ackermann, Weimarer Staatsbeamter und Schriftsteller († 1835)
- 15. Juni: Sebastian Vitus Schlupf, deutscher Bildhauer († 1826)
- 19. Juni: Sara Levy, deutsche Cembalistin, Musikaliensammlerin, Salonnière und Mäzenin († 1854)

### Drittes Quartal
- 05. Juli: Louis-Léopold Boilly, französischer Maler und Lithograph († 1845)
- 23. Juli: Rudolph von Wrbna, österreichischer Beamter († 1823)
- 25. Juli: Charlotte von Kalb, deutsche Schriftstellerin († 1843)
- 25. Juli: Jacques Claude Beugnot, französischer Politiker († 1835)
- 25. Juli: Karl Friedrich Stäudlin, deutscher evangelischer Theologe († 1826)
- 28. Juli: Karl Joseph von Riccabona, Bischof von Passau († 1839)
- 01. August: Johann Peter von Feuerbach, deutscher politischer Beamter († 1825)
- 16. August: Jewstignei Ipatowitsch Fomin, russischer Komponist († 1800)
- 18. August: Pierre-Claude Daunou, französischer Politiker, Archivar und Historiker († 1840)
- 20. August: Joseph von Braganza, Infant von Portugal  († 1788)

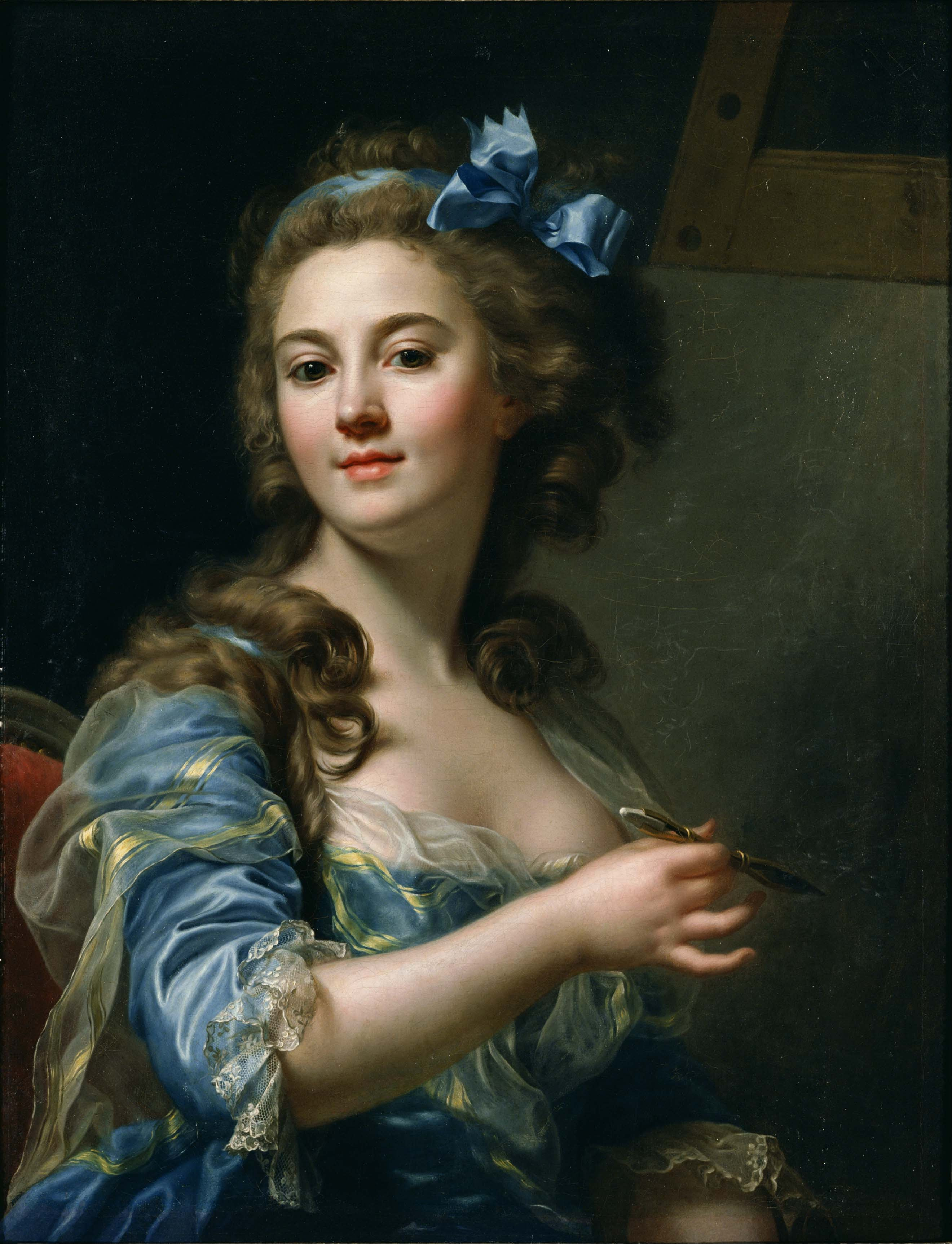
Marie-Gabrielle Capet (1761–1818)

- 05. September: Giuseppe Avelloni, italienischer Dichter († 1817)
- 06. September: Marie-Gabrielle Capet, französische Malerin († 1818)
- 14. September: Pavel Mašek, tschechischer Komponist († 1826)
- 21. September: Matthias Conrad Peterson, norwegischer Journalist († 1833)
- 26. September: Wilhelm Thierry, deutscher Maler, Radierer und Architekt († 1823)

### Viertes Quartal
- 02. Oktober: Karl Friedrich Reinhard, französischer Diplomat, Staatsmann und Schriftsteller († 1837)
- 08. Oktober: Anton Hye, österreichischer römisch-katholischer Geistlicher, Pädagoge und Autor († 1831)
- 14. Oktober: Friedrich Münter, deutscher evangelischer Theologe und Bischof († 1830)
- 18. Oktober: Franz Seraph von Orsini-Rosenberg, österreichischer General († 1832)
- 21. Oktober: Louis Albert Guislain Bacler d’Albe, französischer Militärtopograph und Landschaftsmaler († 1824)
- 22. Oktober: Wulf Christopher von Ahlefeldt, Herr auf Gut Deutsch-Lindau und Königsförde († 1840)
- 22. Oktober: Antoine Barnave, französischer Politiker während der Französischen Revolution († 1793)
- 28. Oktober: Giovanni Antonio Giobert, italienischer Chemiker und Mineraloge († 1834)
- 31. Oktober: Rutger Jan Schimmelpenninck, niederländischer Diplomat und Staatsmann († 1825)
- 01. November: Angelo Anelli, italienischer Librettist und Schriftsteller († 1820)
- 02. November: Carlo Francesco Remonda, französischer General († 1847)
- 07. November: Michael Friedrich Erdmann Heym, deutscher Bürgermeister und Landesältester der Niederlausitz († 1842)
- 11. November: Filippo Buonarroti, italienisch-französischer Politiker und Publizist († 1837)
- 13. November: John Moore, britischer General († 1809)
- 17. November: Albert Friedrich Bach, deutscher Politiker († 1838)
- 20. November: Francesco Saverio Maria Felice Castiglioni, unter dem Namen Pius VIII. Papst († 1830)
- 21. November: Dorothea Jordan, irische Schauspielerin und langjährige Mätresse des britischen Königs Wilhelm IV. († 1816)
- 02. Dezember: Nicholas-Louis Robert, französischer Erfinder der Papiermaschine († 1828)
- 06. Dezember: Thaddäus Haenke, österreichischer Geograf und Forschungsreisender († 1816)
- 08. Dezember: Antoine Louis Decrest de Saint-Germain, französischer General († 1835)
- 13. Dezember: Johann Georg Ferdinand von Ammon, preußischer Beamter († 1814)
- 13. Dezember: Karl Wilhelm Ferdinand von Funck, sächsischer General und Historiker († 1828)
- 27. Dezember: Michael Andreas Barclay de Tolly, russischer General († 1818)
- 27. Dezember: Friedrich Wilhelm Offelsmeyer, deutscher evangelischer Geistlicher († 1834)
- 31. Dezember: Christian Hendrik Persoon, südafrikanischer Mykologe († 1836)
- 000Dezember: Marie Tussaud, Gründerin der gleichnamigen Wachskabinetts in London († 1850)

### Genaues Geburtsdatum unbekannt
- Vittorio Trento, italienischer Komponist († 1833)

## Gestorben

### Januar bis April
- 03. Januar: Willem de Fesch, niederländischer Violinist und Komponist (* 1687)
- 04. Januar: Stephen Hales, englischer Physiologe und Physiker (* 1677)
- 10. Januar: Edward Boscawen, britischer Admiral (* 1711)
- 13. Januar: Franz Christoph Janneck, österreichischer Maler (* 1703)
- 16. Januar: Antonín Jiránek, tschechischer Komponist (* um 1712)
- 18. Januar: Karl Joseph von Habsburg, österreichischer Erzherzog (* 1745)
- 19. Januar: Charlotte Aglaé d’Orléans, französische Adelige, Herzogin von Modena (* 1700)
- 26. Januar: Charles Louis Auguste Fouquet de Belle-Isle, französischer General, Marschall von Frankreich (* 1684)
- 28. Januar: Francesco Feo, neapolitanischer Komponist (* 1691)
- 01. Februar: Pierre François Xavier de Charlevoix, französischer Jesuit, Reisender und Historiker (* 1682)
- 06. Februar: Clemens August von Bayern, Erzbischof und Kurfürst von Köln, Bischof von Regensburg, Hildesheim, Münster, Paderborn, Osnabrück, Hochmeister des Deutschen Ordens (* 1700)
- 07. Februar: Balthasar Wüst, deutscher Augustiner-Pater, Musiker und Komponist (* 1720)
- 13. Februar: Justin Gerhard Duising, deutscher Mediziner und Hochschullehrer (* 1705)
- 16. Februar: Hyacinthe Collin de Vermont, französischer Maler (* 1693)
- 24. Februar: Friedrich Wilhelm, Fürst zu Solms-Braunfels (* 1696)
- 25. Februar: Joseph-François-Edouard de Corsembleu de Desmahis, französischer Dramatiker, Enzyklopädist und Literat (* 1723)
- 02. März: Anna Maria Christmann, deutsche Soldatin (* 1697)
- 19. März: Johann Rudolf Gruner, Schweizer Pfarrer, Sammler und Chronist (* 1680)
- 22. März: Georg Litzel, deutscher Pastor, Professor in Jena, Kirchenliedforscher und Sprachgelehrter (* 1694)
- 25. März: Salomon Kleiner, bayerischer Architekturzeichner und -stecher (* 1700)
- 15. April: Archibald Campbell, 3. Duke of Argyll, schottischer Adeliger, Richter, Politiker und Soldat (* 1682)
- 17. April: Thomas Bayes, englischer Mathematiker (* 1702)

### Mai bis August
- 06. Mai: Donato Felice d’Allio, österreichischer Architekt (* 1677)
- 12. Mai: Johann Christian Köhler, deutscher Orgelbauer (* 1714)
- 12. Mai: Louis Charles de Lameth, französischer General (* 1723)
- 13. Mai: Wilhelm, paragierter Landgraf von Hessen-Philippsthal-Barchfeld (* 1692)
- 14. Mai: Thomas Simpson, englischer Mathematiker (* 1710)
- 17. Mai: Adam Friedrich Pezoldt, deutscher Chemiker und Mediziner (* 1679)
- 27. Mai: Dominikus Moling, ladinischer Bildhauer (* 1691)
- 01. Juni: Jean Nicolas Jadot de Ville-Issey, lothringischer Architekt (* 1710)
- 02. Juni: Jonas Alströmer, schwedischer Landwirtschafts- und Industriepionier (* 1685)
- 02. Juni: Joseph Anton Gabaleon von Wackerbarth-Salmour, kursächsischer Politiker (* 1685)
- 16. Juni: Heinrich Johann Bülle, mecklenburgischer Hofbildhauer (* um 1686)
- 28. Juni: Johannes Schmidt, deutscher Bildhauer (* 1684)
- 29. Juni: Elisabeth Albertine von Sachsen-Hildburghausen, Herzogin zu Mecklenburg-Strelitz (* 1713)
- 30. Juni: Friedrich Boerner, deutscher Mediziner (* 1723)
- 04. Juli: Johann Philipp Fresenius, deutscher lutherischer Theologe (* 1705)
- 04. Juli: Samuel Richardson, britischer Schriftsteller (* 1689)
- 05. Juli: Domenico Silvio Passionei, italienischer Kardinal (* 1682)
- 05. Juli: Hans Jakob Schulthess, Schweizer evangelischer Geistlicher und Pietist (* 1691)
- 10. Juli: George Clinton, britischer Gouverneur der Provinz New York (* 1686)

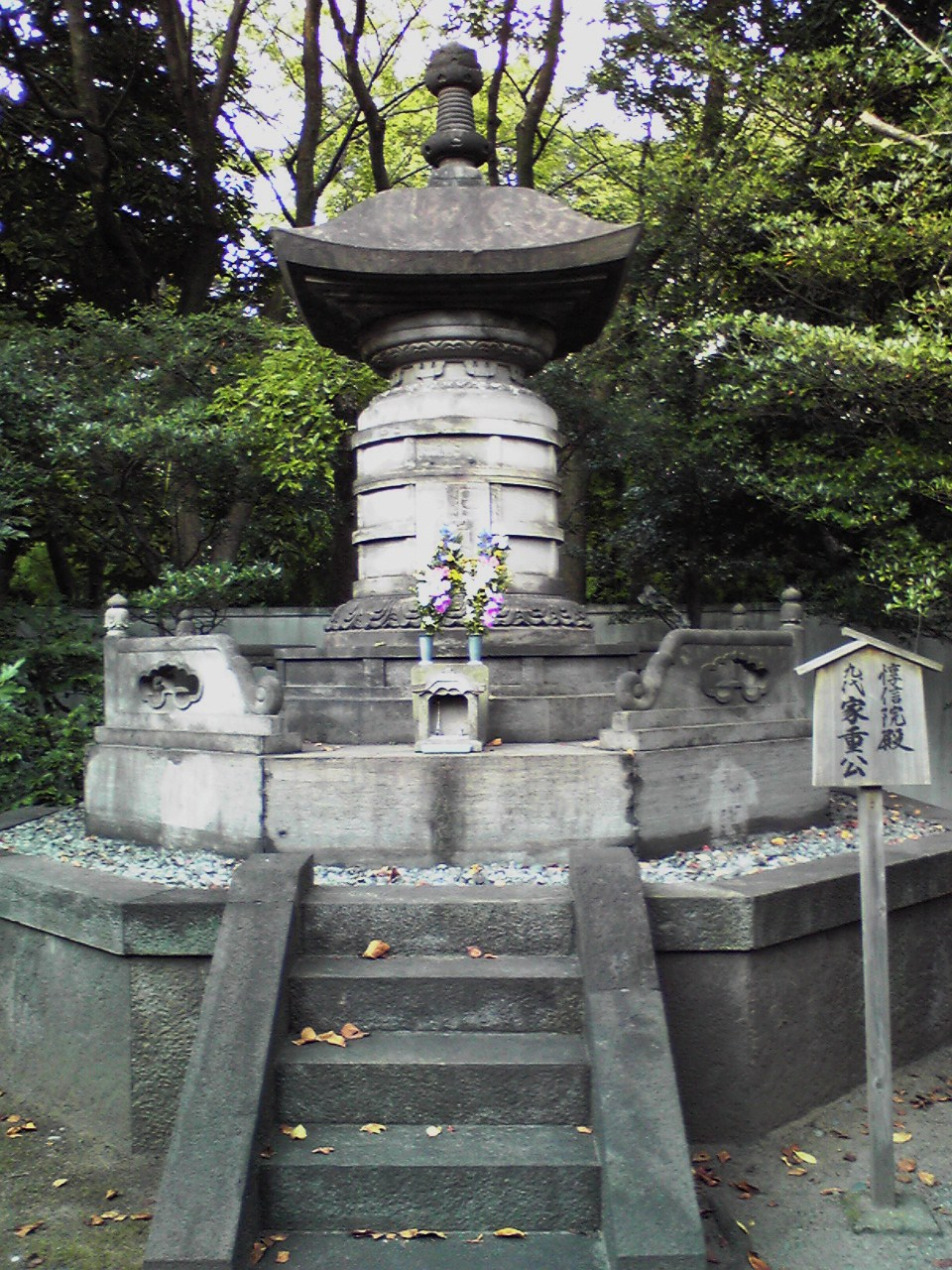
Tokugawa Ieshiges Grabstele auf dem Friedhof des Zōjō-ji

- 13. Juli: Tokugawa Ieshige, japanischer Shōgun (* 1712)
- 21. Juli: Archibald Douglas, 1. Duke of Douglas, schottischer Adeliger (* 1694)
- 03. August: Johann Matthias Gesner, bayerischer Pädagoge, klassischer Philologe und Bibliothekar (* 1691)
- 18. August: François Gaspard Balthasar Adam, französischer Bildhauer (* 1710)
- 20. August: Diego Girolamo Maderni, Schweizer Kapuziner (* unbekannt)
- 22. August: Emmanuel Thumbé, Schweizer römisch-katholischer Geistlicher (* 1712)
- 25. August: Johann Georg Geret, deutscher evangelischer Theologe und Pädagoge (* 1694)
- 30. August: Joseph Dominikus von Lamberg, Fürstbischof von Seckau und Fürstbischof von Passau (* 1680)

### September bis Dezember
- 08. September: Bernard de Bélidor, französischer Ingenieur und General (* 1697)
- 08. September: Charlotte Elisabeth Nebel, deutsche Kirchenlieddichterin und Erbauungsschriftstellerin (* 1727)
- 12. September: Andreas Florens Rivinus, deutscher Rechtswissenschaftler (* 1701)
- 17. September: Georg Matthias Bose, deutscher Physiker und Astronom (* 1710)
- 19. September: Peter van Musschenbroek, niederländischer Naturwissenschaftler (* 1692)
- 26. September: Martin Spangberg, dänischer Entdecker in russischen Diensten (* 1696)
- 03. Oktober: Johann Adolph von Ahlefeldt, Gutsherr der Güter Buckhagen, Giffelfeldt, Raskenberg und Priesholz (* 1679)
- 10. Oktober: William Dummer, britischer Kolonialpolitiker, Gouverneur der Province of Massachusetts Bay (* 1677)
- 15. Oktober: Johann Georg Walther, deutscher Pädagoge, Rhetoriker und Ethnologe (* 1708)
- 22. Oktober: Ludwig Georg Simpert, Markgraf von Baden-Baden (* 1702)
- 27. Oktober: Carlo Lodoli, italienischer Architekturtheoretiker, Priester, Mathematiker und Lehrer (* 1690)
- 28. Oktober: Franz Anton Pilgram, österreichischer Architekt (* 1699)
- 06. November: Christiane Charlotte von Nassau-Ottweiler, Gräfin von Nassau-Saarbrücken und Landgräfin von Hessen-Homburg (* 1685)
- 30. November: John Dollond, englischer Teleskopbauer (* 1706)
- 000November: Ehrentreich Friedrich von Aschersleben, preußischer Generalmajor (* 1707)
- 03. Dezember: Adolf Jasper von Ahlefeldt, Domherr des Domkapitels des Lübecker Doms (* 1712)
- 09. Dezember: Marie Charlotte von Ostfriesland, ostfriesische Gräfin (* 1689)
- 10. Dezember: Johann Georg Platzer, Tiroler Barockmaler (* 1704)
- 14. Dezember: Karl Friedrich II., Herzog von Württemberg-Oels und Regent des Herzogtums Württemberg (* 1690)
- 19. Dezember: Johann Martin Wenck, deutscher Lehrer und Bibliothekar (* 1704)
- 22. Dezember: Christoph Pantzner, mährisch-österreichischer Orgelbauer (* um 1682)
- 24. Dezember: Mathias Bahil, ungarischer reformierter Geistlicher (* 1706)
- 25. Dezember: Dorothea von Schleswig-Holstein-Sonderburg-Beck, Markgräfin von Brandenburg-Bayreuth (* 1685)

### Genaues Todesdatum unbekannt
- Christian Ferdinand Abel, deutscher Violinist und Gambist (* 1682)
- Carl Fredrik Adler, schwedischer Naturforscher und Arzt (* 1720)